# ريجاس
ريجاس «غاز الأقاليم» أو (بالإنجليزية: ReGas - Regions Gas)‏ هي إحدى شركات قطاع البترول المصري

## نشاط الشركة
تعمل الشركة في مجال توصيل الغاز الطبيعي للمنازل طبقا لمعايير السلامة وذلك بمناطق امتيازها بأقاليم جمهورية مصر العربية